# Centroclisis speciosa
Centroclisis speciosa är en insektsart som beskrevs av Hölzel 1983. Centroclisis speciosa ingår i släktet Centroclisis och familjen myrlejonsländor. Inga underarter finns listade i Catalogue of Life.